# Hulsig

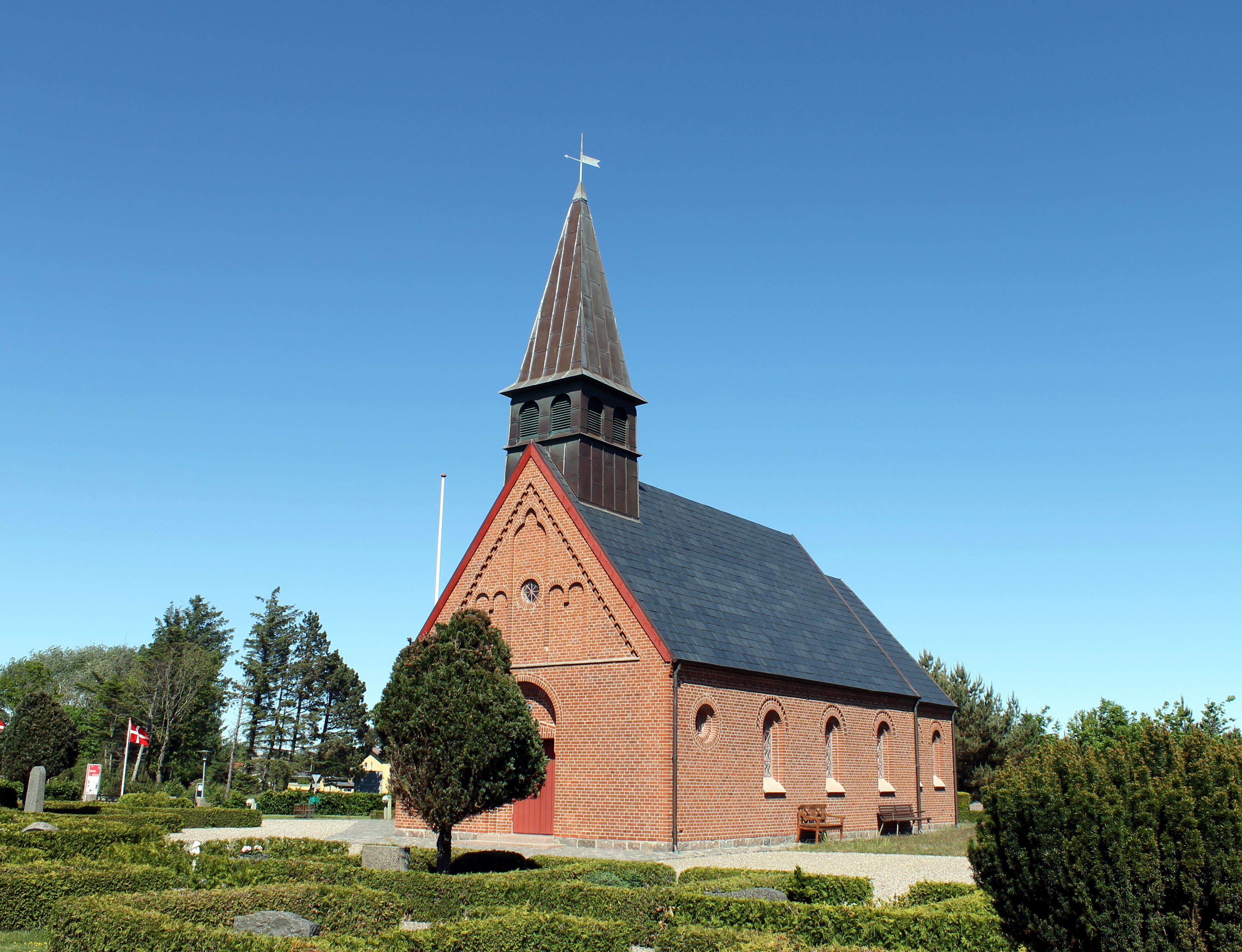
Église d'Hulsig

Hulsig est un village situé dans la zone des landes et des dunes de Råbjerg Mile dans la péninsule de Skagens Odde, dans le Nord du Jutland, Danemark. Le village est situé le long de la route nationale 40, au sud-est de Skagen. Les landes alentour sont une zone protégée appelée danois : Hulsig Hede. La gare d'Hulsig (maintenant un arrêt) et l'église d'Hulsig (terminée en 1894) font partie du village. On trouve les derniers troupeaux de dunes de moutons à Hulsig.

## Hulsig Hede
danois : Hulsig Hede est une zone inhabitée de dunes entre Hulsig et Skagen couvrant une superficie de 2 170 ha. Composée d'herbes et de bruyère, la zone s'étend de côte à côte à travers le Skagen Odde. Des mesures ont été prises pour enlever les quelques pins des montagnes qui avaient envahi les lieux. La partie côté Skagerrak à l'Ouest consiste en une plaine rocheuse avec des dunes orientées de l'Est vers l'Ouest et de la tourbe. Au centre des creux humides verdoyants sont entrecoupés de quelques dunes.
Les dunes ont commencé à se former durant l'âge du bronze, se développant considérablement du XVIe siècle au XVIIIe siècle. Leur extension a été réduite en plantant des ammophiles, de la bruyère et des pins, ce qui a assombri les dunes. C'est pour cela qu'elles sont appelées les dunes grises alors que celles plus près du rivage, qui sont régulièrement recouvertes de sables, sont appelées dunes blanches. La zone est protégée depuis 1940. La flore comprend de la koélérie bleue, des polypodium, des artemisia campestris, du thym, de la caille-lait jaune et des rosiers pimprenelles. Les espèces d'oiseaux se rencontrant dans la zone sont les gruidés, les butors, les grèbes jougris, les grèbes castagneux, les sarcelles d'hiver, les bécassines et les courlis.
Une piste cyclable pavée, la Hulsigstigen, va de Skagen à Hulsig.